# Хирса (монастырь)
Монастырь святого Стефана на Хирсе (груз. ხირსის სტეფანწმინდის მონასტერი, кратко Монастырь Хирса) — монастырь грузинской православной церкви, расположенный в восточной Грузии, в краю Кахетия.
Основание монастыря историческая традиция приписывает преподобному Стефану, одному из «Тринадцати сирийских отцов», активных в VI веке. Сохранившееся здание, купольная церковь, подверглось серии реконструкций между 886 и 1822 годами. Монастырь внесён в список недвижимых памятников культуры национального значения Грузии.

## История

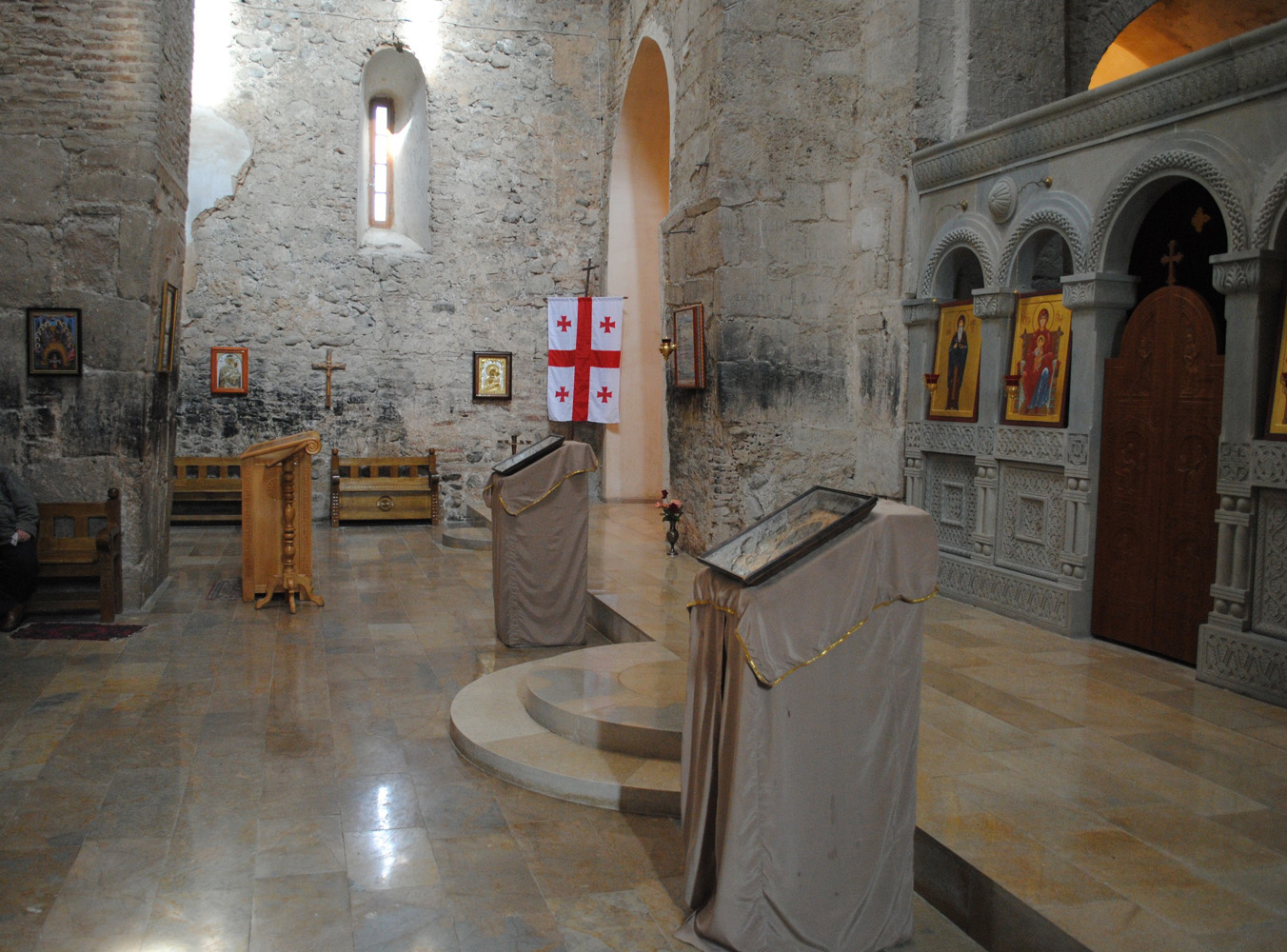
Интерьер с современным иконостасом.

Монастырь Хирса, посвящённый святому Стефану Первомученику, расположен на берегу реки Хирса в деревне Тибаани (Сигнахский муниципалитет), в самом восточном крае Грузии, Кахетии. Основание монастыря связывается в средневековой грузинской традиции, развившейся в гимнах клирика XIII века Арсена Булмаисимисдзе, с монахом VI века Стефаном, одним из ассирийских миссионеров. По преданию он был похоронен в монастыре. Первоначальная базилика была преобразована в купольную церковь в X веке, а затем реконструирована в XI и XVI веках. В 1822 году церковь подверглась масштабной реконструкции. В 1990-е годы, после распада СССР, монастырь подвергся очередной реконструкции и был возвращён Грузинской православной церкви.

## Архитектура
Сохранившаяся церковь, имеющая площадь 41,3 на 23,4 метров и высоту, достигающую 15,4 метров, построена из булыжника и песчаника с редким использованием известняка. Её внутреннее пространство разделено четырьмя колоннами и ограничено подковообразной апсидой. Здание увенчано высоким коническим куполом, созданным из кирпича и пронизанным 12 окнами. На повторно использованном камне, размещённом в перевёрнутым виде в арке под куполом, имеется надпись на грузинском языке шрифтом «асомтаврули», содержащая 886 год как дату основания монастыря и ныне неразборчивое имя некоего эристави. В церковь есть два входа: с западной и южной стороны. Последний ведёт в часовню (евктерион) святого Николая, который примыкает к юго-западной оконечности главной церкви. Есть ещё два евктериона: справа от главного святилища, на южном конце церкви, находится сводчатая часовня Успения Божией Матери, а слева от святилища, на севере, находится часовня, где расположена гробница святого Стефана Хирсанского.

### Фасады
Надписи на южном фасаде.
Фасады не изобилуют внешним орнаментом. Единственным их украшением служит архитрав над южным окном, с тремя рельефно вырезанными крестами вокруг него. Надпись на левом плече верхнего креста, выполненная шрифтом «асомтаврули», содержит отсылку к Гагику, правившего Кахетией в 1039—1058 годах. В то время как в его правом плече упоминается Георгий, вероятно архиепископ. Надпись, также выполненная «асомтаврули», в скульптурном кресте справа от южного окна посвящена царю Кахетии Левану, правившего в 1520—1574 годах. Над западным входом церкви расположена ещё одна надпись, выполненная смешанным шрифтом «асомтаврули-мхедрули» и датированная 1822 годом. Она была помещена туда архимандритом Никепором в память «императора Александра I и его армии».
К западу от церкви находится высокая крепостная стена, приписываемая Левану Кахетинскому. Здесь же стоит трёхэтажная колокольня и двухэтажный дом для монахов.